# Lucia Apicella
Lucia Apicella   (Cava de' Tirreni, 18 de novembre de 1887 - Cava de' Tirreni, 23 de juliol de 1982) va ser una filantropa italiana, condecorada amb la Medalla d'or al mèrit civil de la República Italiana per haver-se prodigat, immediatament després del final de Segona Guerra Mundial, en la tasca humanitària de recollir i enterrar els cadàvers abandonats dels soldats alemanys caiguts en sòl italià.

## Biografia
D'orígens humils, nascuda a Sant'Arcangelo di Cava de' Tirreni, era la més petita dels set fills de Maria Carmela Palumbo i Francesco Pisapia, un comerciant de fusta. Òrfena als dos anys, el seu pare es va tornar a casar amb la germana de la mare i van tenir cinc fills més. Només va poder anar a l'escola fins a tercer de primària, després va haver d'ajudar en les feines de la llar i contribuir econòmicament treballant al teler. Des de molt petita va demostrar una gran caritat amb el proïsme, dedicant molt temps a visitar els malalts hospitalitzats. El 1912, es va casar amb Carlo Apicella, un comerciant de fruita, amb qui va tenir dos fills, Vincenzo i Antonio. El seu marit va haver d'anar al front durant la Primera Guerra Mundial i va tornar a casa amb ferides greus.

### A la recerca dels caiguts
El setembre 1943, després del desembarcament de Salern (també anomenat Operació Allau), les forces aliades van avançar ràpidament a la conquesta de Nàpols. Just on hi ha ara l'actual carretera SS 18, a la vall de Cava, es van enfrontar a la Wehrmacht en una dura batalla on van caure centenars de soldats alemanys que van quedar dispersats als voltants de Cava de' Tirreni.
Lucia Apicella Pisapia, que era  molt religiosa, en presenciar que uns nens jugaven a pilota amb el crani d'un soldat, va tenir un somni: vuit soldats alemanys li suplicaven que els retornés a llurs respectives mares. Impressionada per aquella situació, va sentir la necessitat de donar-los-hi sepultura. Mamma Lucia (aquest va ser el nom que li van donar, a partir de llavors) es va dedicar a buscar i recompondre les despulles dels caiguts, dipositant-les en caixes de zinc, amb l'objectiu final de  permetre que fossin identificats i retornats a llurs familiars.
Song' tutta' figl 'e mamma (Tots són fills d'una mama) va ser la resposta senzilla, però contundent, d'aquella dona humil i forta alhora, a tots aquells que li van suggerir que no valia la pena perdre temps i diners per enterrar els enemics i, a més, córrer el risc de morir per culpa de les bombes i municions sense explotar.
La feina va ser, efectivament, molt perillosa, però a finals de 1944, Lucia Apicella havia recollit més de 800 cossos amb diversos documents i marques d'identificació.
Les caixes de zinc on hi havien les restes van ser traslladades a l'església de Santa Maria della Pietà, la més antiga del Borgo Scacciaventi de Cava i Lucia Apicella hi va anar a resar cada matí fins que el 1980, a causa d'un terratrèmol, l'església va quedar en desús pel seu estat ruïnós.

## El reconeixement alemany
Per aquella tasca, a mitjans de setembre de 1951 (exactament vuit anys després dels combats de la zona de Cava de' Tirreni) Lucia Apicella va ser convidada a l'Alemanya Occidental per rebre del president Theodor Heuss la Gran Creu de l'Orde del Mèrit d'Alemanya, el màxim reconeixement pels serveis prestats a l'estat alemany on va ser rebuda molt calorosament i la van anomenar «Mutter der Toten» (Mare dels morts).

## El reconeixement italià
El 20 juliol 1951, la Mamma Lucia també va ser rebuda en audiència privada pel Papa Pius XII, el qual, a petició de Monsenyor Francesco  Marchesani, bisbe de Cava i Sarno del  al 1948, va aprovar la seva obra, definint-la com a «cristiana i caritativa».
El 1952 l'escriptor Giuseppe Marotta va explicar la seva història en el llibre Le madri.
| «                                     | Lucia Apicella, davanti alla quale cantò Beniamino Gigli e papa Giovanni s'inginocchiò commosso, nacque nella cittadina di Cava dei Tirreni, in provincia di Salerno, nel 1887. Nei lunghi anni del dopoguerra, raccolse i resti mortali di circa mille soldati di ogni bandiera. Per questa sua opera, fu premiata dal Presidente della repubblica con medaglia d'oro e fu chiamata dai tedeschi Mutter der Toten, "La madre di tutti i caduti" | » |
| — Il Giornale d’Italia, 27 marzo 1952 | |   |

El 2 juny 1959, Giovanni Gronchi, president de la República, li va atorgar l'honor de la Commenda al Mèrit de la República, mentre que la ciutat de Salern la va proclamar ciutadana honorària .
El juliol de 1980, als noranta-dos anys, per iniciativa de la revista literària Verso il 2000, va ser guardonada amb la Medalla d'or del President de la República a la sala de marbre de l'Ajuntament de Salern. Per a l'ocasió, la història dedicada a l'heroïna per l'escriptor Franco Pastore va ser dramatitzada per l'actor Antonio Angrisano.

## Mort i reconeixement pòstum
Quan Mamma Lucia va morir el 1982, el president de la República Sandro Pertini va escriure a l'alcalde de Cava de' Tirreni:
| «                                                                                   | La scomparsa di Mamma Lucia colpisce dolorosamente quanti riconoscono nell'amore e nella solidarietà valori fondamentali per l'edificazione dell'uomo. | » |
| — Sandro Pertini, Presidente della Repubblica Italiana\|Presidente della Repubblica | |   |

El funeral, per voluntat unànime de l'Ajuntament, va ser públic i solemne, amb  l'espai de vetlla habilitat a l'Ajuntament. Mamma Lucia va estar exposada en un taüt de vidre durant dos dies.
El municipi de Cava de' Tirreni la va honorar donant el seu nom a la petita plaça del llogaret de Sant'Arcangelo i el 2007 va establir el premi Mamma Lucia per a Dones Valentes, que s'atorga cada any a dones que s'han distingit especialment a Itàlia i al món pel seu exemple de vida, pel seu compromís amb la pau i la defensa dels drets dels més febles.
El 2013, el Rotary Club de Cava de' Tirreni va col·locar una placa commemorativa a la cova on Mamma Lucia havia trobat les primeres restes de soldats alemanys. Amb motiu d'una nova visita, el 2015, dels clubs Rotary de Cava de' Tirreni i Schwerte, es va col·locar una altra placa commemorativa, amb la qual els visitants d'aquest lloc són informats en dos idiomes de l'obra i la importància de Mamma Lucia.
El 2023, amb motiu del vuitantè aniversari de 1943, el pòdcast Testimoni della Storia va dedicar el seu primer episodi a Lucia Apicella. A Cava de' Tirreni es va inaugurar el 2024 un Museu Cívic dedicat a Mamma Lucia, a Corso Umberto I, 153.